# Борзівщина
Борзі́вщина — село в Україні, у Чернеччинській сільській громаді Охтирського району Сумської області. Населення становить 21 осіб. Орган місцевого самоврядування — Чернеччинська сільська рада.

## Географія
Село Борзівщина лежить на відстані 5 км від правого берега річки Ворскла. На відстані 2,5 км розташовані села Новопостроєне, Ясенове і Будне. За 2 км проходить автомобільна дорога Т 1705. До села примикає великий лісовий масив (дуб).

## Історія
12 червня 2020 року, відповідно до розпорядження Кабінету Міністрів України № 723-р «Про визначення адміністративних центрів та затвердження територій територіальних громад Сумської області», село увійшло до складу Черниччинської сільської громади.
19 липня 2020 року, в результаті адміністративно-територіальної реформи та ліквідації Охтирського району(1923-2020), село увійшло до складу новоутвореного Охтирського району.